# Герб на Ватикана
Гербът на Ватикана може да бъде носен само и единствено от папата или като част от флага на Ватикана. 
Гербовете на Светия престол и Ватикана са във форма, която съчетава два кръстосани ключа и тиара, използвани като герб на Светия престол, произхождат от 14 век. Комбинацията от един златен и един сребърен ключ се появява малко по-късно.

## Символи
- Кръстосаните ключове символизират ключовете на Св. Петър
- Златният и сребърен ключ представляват ключа за рая и ключа за земята.
- Тройната корона (тиарата) символизира трите функции на папата като „най-висш пастир“, „най-висш учител“ и „най-висш епископ“.
- Златният кръст, около тиарата символизира разпятието на Исус.